# Tomb Raider: The Last Revelation
Tomb Raider: The Last Revelation (în traducere Jefuitoare de Morminte: Ultima Revelație este al patrulea joc din seria clasică de jocuri Tomb Raider). Jocul are loc în mare parte în Egipt, fiind unul dintre singurele jocuri ce renunță la stilul Larei de a colinda întregul glob. În dreapta este harta cu locurile din Egipt vizitate în joc.
După cum spune legenda, Horus, fiul soarelui, îl păcălește pe Seth, zeul malefic, și îl închide într-un mormânt secret.
Cinci mii de ani mai târziu, Lara Croft descoperă acest mormânt și, fără să știe, eliberează zeul malefic, îndeplinind astfel vechea profeție ce prevestea că întoarcerea lui va arunca omenirea în întuneric. Fiind în contratimp, Lara trebuie să se folosească de inteligența și îndemânările ei pentru a-l închide din nou pe Seth și pentru a salva astfel omenirea. Lara este amenințată de arheologul fără scrupule, Werner Von Croy, mentorul ei din copilărie pe care nu a reușit să îl salveze în Cambodgia. În prezent, arheologul este posedat de Seth, iar Lara este pregătită să înfrunte o nouă aventura plină de capcane și puzzleuri ingenioase, pentru a face față răului de dincolo de moarte.
Lara va vizita:
- Cambodgia: Angkor Wat. Lara, în vârsta de numai 16 ani, este învățată și antrenată de mentorul ei, Werner Von Croy, cum să facă față pericolelor. Aici cei doi vor găsi un artefact ce apare și în jocul următor din serie.
- Egipt. Cea mai mare parte din joc are loc pe meleagurile acestei țări. Aici, Lara va vizita o mulțime de locuri, începând cu mormântul lui Seth și continuând cu Valea Regilor, Templul din Karnak, Marea sală, Mormântul lui Semerkhet, orașul Alexandria, templul lui Poseidon, Biblioteca antică din Alexandria, Pharos, templul lui Isis, Palatul Cleopatrei, Complexul sfinxului, Piramida lui Menkaure, Marea piramidă, templul lui Horus.

Povestea jocului se termina în Marea piramidă unde Lara reușește să își înfrângă dușmanul. Cu ultimele puteri, Lara încearcă să scape din piramida ce se dărâmă, la ieșire fiind așteptată tocmai de Von Croy, acesta nemaifiind posedat de Seth și încearcă să îi ofere ajutor Larei, dar mult prea târziu fiindcă este nevoit să asiste cum Lara este prinsă sub dărâmăturile piramidei.
1. ↑  Humble Store
2. 1 2 3  redump.org
3. ↑  Steam, accesat în 31 martie 2022